# O'Kelly Isley Jr.
O'Kelly "Kelly" Isley Jr. (25 de diciembre de 1937 - 31 de marzo de 1986) fue un cantante estadounidense y uno de los miembros fundadores del grupo familiar The Isley Brothers.

## Biografía
El mayor de los Isley Brothers, Kelly empezó a cantar con sus hermanos en la iglesia. A los 16 años, él y sus tres hermanos menores (Rudy, Ronnie y Vernon) formaron The Isley Brothers y recorrieron el circuito del gospel. Tras la muerte de Vernon en un accidente de tráfico, los hermanos decidieron probar suerte en el doo-wop y se trasladaron a Nueva York para encontrar un contrato de grabación. Entre 1957 y 1959, los Isley grabaron para sellos como Teenage   y Mark X. En 1959, firmaron con RCA Records después de que un cazatalentos viera la enérgica actuación en directo del trío.
O'Kelly y sus hermanos coescribieron su primer éxito importante, "Shout". Aunque la versión original solamente llegó al top 50 del Hot 100, las versiones posteriores ayudaron a que la canción vendiera más de un millón de copias. Más tarde, pasando a otros sellos como Scepter Records y Motown Records, los hermanos tendrían éxitos con "Twist and Shout" en 1962 y "This Old Heart of Mine (Is Weak for You)". En 1959, la familia Isley se había trasladado a Englewood, Nueva Jersey, donde Kelly se quedó con su madre y sus hermanos pequeños.
En 1969, los hermanos dejaron la Motown y crearon su propio sello, T-Neck Records, donde escribirían la mayoría de sus grabaciones, incluyendo "It's Your Thing". Kelly y su hermano Rudy empezaron a protagonizar algunos discos del grupo a partir del álbum It's Our Thing de 1969. El tema "Black Berries", de su álbum The Brothers: Isley, estaba dedicado a Kelly, a quien Ron siempre citaba diciendo "cuanto más negra es la baya, más dulce es el zumo". Ese dicho había sido originado por el novelista del Renacimiento de Harlem Wallace Thurman en la novela de 1929, El negro de la baya. Tras la inclusión de los hermanos menores Ernie Isley y Marvin Isley y el cuñado Chris Jasper, Kelly, Rudy y Ron no escribieron tanto como en el pasado, pero en un acuerdo compartieron parte de los créditos de composición al ser propietarios de la publicación de las canciones.
Kelly Isley, durante el apogeo de los Isleys en los años 70, solía ser fotografiado con un sombrero de vaquero y ropa de tipo Wéstern. Según su hermano Ernie, fue Kelly quien descubrió a un indigente Jimi Hendrix tras oír hablar del talento de Hendrix como guitarrista y le ayudó a conseguir un trabajo en la banda de los hermanos y le permitió vivir en la casa de su madre. En 1985, los hermanos publicaron el álbum Masterpiece. Es Kelly quien canta la mayor parte de la parte principal de la balada de Phil Collins, "If Leaving Me Is Easy", en el álbum con Ron respaldándolo. La última aparición de Kelly como miembro de los Isley Brothers fue en 1986 en la canción "Good Hands" de la banda sonora de Wildcats.
Kelly, que era un hombre de gran peso, contrajo un cáncer y perdió peso, lo que se mostró en la portada del álbum del grupo Masterpiece. El 31 de marzo de 1986, O'Kelly murió repentinamente de un ataque al corazón a la edad de 48 años en su casa de Alpine, Nueva Jersey, dejando dos hijos, Frank y Doug. Está enterrado en George Washington Memorial Park en Paramus, Nueva Jersey.
El siguiente disco de los Isley Brothers tras la muerte de Kelly, Smooth Sailin.', estaba dedicado a él e incluía su canción de homenaje, "Send A Message".